# Rainer Mausfeld
Rainer Mausfeld (Iserlohn, 22. de diciembre de 1949) es un profesor alemán jubilado de Psicología en la Universidad de Kiel. Sus intereses científicos son la psicología de la percepción y la ciencia cognitiva, así como la historia de la psicología. 
Desde 2015 publica sobre las técnicas de manipulación en los medios de comunicación y en la política, y sobre la transformación, percibido por él, de la democracia representativa a una democracia de élite neoliberal. 

## Educación y carrera académica
De 1969 a 1979, Mausfeld estudió psicología, matemáticas y filosofía en la Rheinische Friedrich-Wilhelms-Universität Bonn y después además psicología matemática en la Universidad de Nijmegen.  Posteriormente, en 1981 fue profesor en el Instituto de Investigación de Exámenes y Dotados de la Studienstiftung des deutschen Volkes en Bonn. 
En 1984 Mausfeld recibió su doctorado en la Universidad de Bonn con un tesis sobre los escalas de Fechner. El enfoque del trabajo son los principios de la construcción de escalas de discriminación psicofísica. 
En 1987 fue profesor visitante de investigación en Irvine en la Universidad de California. 
En 1990, Mausfeld se habilitó en Bonn con trabajos de investigación principalmente sobre la psicología de la percepción y en 1992 aceptó una cátedra de psicología general en la Universidad de Mannheim. En 1993 se trasladó a la Universidad de Kiel.

## Membresías y funciones
Entre otros, Mausfeld fue jefe del proyecto de DFG Farbkonstanz y jefe de un grupo de investigación internacional en el Centro de Investigación Interdisciplinaria (ZiF) en Bielefeld desde 1995 hasta 1996. 
Desde 2004 Mausfeld ha sido miembro de la Academia Alemana de Ciencias Leopoldina en su sección de Psicología y Ciencia Cognitiva.

## Enfoque del trabajo de investigación.
Un enfoque del trabajo universitario de Mausfeld desde su disertación es la psicología perceptiva.  En particular, la percepción del color está en el primer plano de sus investigaciones. En relación con su investigación, Mausfeld también analizó los fundamentos teóricos de la psicología experimental y de la comprensión. El tema de la psicofísica de Fechner y las escalas de Fechner constituye el punto de partida para esto.
Otros intereses de investigación de Mausfeld son según su biografía en la Leopoldina «las formas conceptuales del sistema perceptivo en base a las cuales los insumos físicos pueden activar categorías de significado, fundamentos arquitectónicos de la capacidad de tomar y cambiar múltiples perspectivas mentales, estructura y principios computacionales de análisis de causas internas, que, entre otras cosas, separan actividades mentales internas de las externamente generadas.»
Como foco de sus intereses, Mausfeld menciona la historia de las ideas de las ciencias naturales, especialmente del siglo XVII. La historia de la psicología perceptiva está en primer plano.
Se centró en la rivalidad entre la psicología cognitiva y la neurociencia cognitiva en la ciencia cognitiva: ve un problema importante en la relación entre la psicología y la biología en el reduccionismo neurológico. Ve la peculiaridad del mente en contraposición a los aspectos biológicos, incluida la multiperspectividad intrínseca de la mente.
Desde 2009 Mausfeld también ha publicado sobre aspectos éticos y políticos de la psicología en la investigación y el desarrollo de la metodología de la Tortura Blanca.
Desde 2015 impartió conferencias y publicado ensayos y monografías sobre propaganda política y manipulación, que se reciben y documentan principalmente en medios alternativos. 

### La percepción del color
Según Mausfeld, la psique no representa simplemente datos físicos de la percepción del color . Critica la concepción atomística de la psicología perceptiva, que explica las percepciones a partir de la interacción de factores simples ("concepción instrumental de la percepción").  Crucial para los detalles de la percepción del color es más bien el contexto general de la percepción visual. La sensación (sensación) según Mausfeld siempre se construye en términos de percepción. Los sentidos son herramientas de la mente. Un ejemplo de la influencia de la mente en el procesamiento perceptivo es la pareidolia.

### Naturaleza, conciencia y libertad
Según Mausfeld, el conocimiento de los circuitos neuronales y la actividad no es suficiente para explicar la conciencia y los procesos de pensamiento. Incluso el comportamiento de organismos comparativamente poco complejos, como las nematodas, no puede explicarse simplemente por la actividad neuronal. Por lo tanto, la relación entre la naturaleza y la mente debe estar, según el punto de vista de Mausfeld, por debajo del nivel neuronal en la esfera físical. Esta relación también se puede ver en el hecho de que la naturaleza parece más enigmática para nosotros que nuestra conciencia misma. Mausfeld ve el aspecto esencial de la conciencia en la simplicidad y la totalidad de la experiencia subjetiva, que, sin embargo, se revela al psicólogo como una interacción compleja de factores parcialmente inconscientes. Solo la así habilitada "multiperspectividad intrínseca" del pensamiento abre a los humanos las posibilidades de pensar y actuar alternativas según Mausfeld. Esto significa que el ser humano puede organizar la misma percepción de manera diferente, lo que se ve en imágenes ambiguas, por ejemplo, pero también en el lenguaje metafórico del género humano. Mausfeld explica este logro de la organización de la percepción por una arquitectura funcional compleja, en la que interactúan las preformaciones biológicas, mecanismos de enlace entre el estímulo sensorial y la percepción, y los patrones semánticos.

### La tortura blanca y la responsabilidad de la ciencia.
En su trabajo, Mausfeld ilustra el papel de los psicólogos en el desarrollo, la aplicación y la justificación de los métodos modernos de tortura blanca. Estos no tienen como objetivo, como se afirma, reunir información, sino romper la voluntad, la disciplina, y humillar a sus víctimas. En su relato, un grupo de trabajo de la Asociación Americana de Psicología (APA) para investigar la participación de los psicólogos por parte de la oficina de la asociación y el Departamento de Defensa de los Estados Unidos ha sido influyente.  Mausfeld utiliza el ejemplo de la investigación de la tortura para definir los principios y límites éticos y legales del trabajo científico. Considera que la observancia de los derechos humanos tiene valor absoluto.

## Publicaciones

### ¿Por qué se callan los corderos? (2015)
En su publicación de 2015 (3.a ed. 2018) ¿Por qué se callan los corderos? Como la democracia elitista y el neoliberalismo destruyen nuestra sociedad y nuestros fundamentos de vida, Mausfeld argumenta que las definiciones originales de los conceptos de democracia y libertad estaban distorsionadas de una manera que recuerda a George Orwell. En su forma actual, la democracia representativa es simplemente una "oligarquía electoral" y la libertad le parece á Mausfeld simplemente como poder de los económicamente poderosos. En su análisis crítico de la democracia, se basa, entre otras cosas, en el trabajo de Ingeborg Maus y Alex Carey. Asegurar el poder de la nueva élite, que es principalmente el élite financiera, se está llevando a cabo en nuevas formas de transformación de poder y por la manipulación de la conciencia para "hacer invisible" el poder. En su opinión, los medios de comunicación juegan un papel decisivo en esta manipulación El neoliberalismo según Mausfeld es una ideología racional que ha logrado establecerse secretamente como un marco narrativo y afirmarse como una interpretación aparentemente "sin alternativa" de la realidad.
Como tres estrategias particularmente importantes de propaganda (gestión de opinión), Mausfeld representa la sobrecarga de información, la fragmentación y la descontextualización / recontextualización de los mensajes, porque las tres técnicas hacen que los eventos reales sean invisibles.

### Fenómenos de un "Estado profundo" como manifestaciones del capitalismo autoritario (2017)
El ensayo Mausfeld en la antología "Fachada de la democracia y el estado profundo". En el camino a una era autoritaria ", editado por Ulrich Mies y Jens Wernicke, representa la tesis de que la democracia representativa se inventó con el expreso propósito "de negar a la gente la capacidad de auto-legislación, así como el derecho des ser un actor político independiente."  "Los actuales centros de poder son en gran parte invisibles para el pueblo y democráticamente no elegibles, no están sujetos a rendir cuenta de sus actos, y están organizados de una manera extremadamente autoritaria." 
Según Mausfeld, la cuestión de cómo se organiza la dominación puede responderse empíricamente: los centros reales de poder político, según investigaciones conocidas se sitúa mucho más allá de cualquier control democrático y al mismo tiempo estos centros del poder determinarán prácticamente todas las decisiones políticas fundamentales. Con el criterio de la Agencia Federal Alemana para la Educación Cívica sobre la cuestión de si una forma de gobierno debería describirse como democracia, Mausfeld ve en los análisis empíricos actuales la evidencia de que "las democracias capitalistas occidentales son de hecho una forma novedosa de gobierno totalitario". 
Sin embargo, rechaza la concepción de un "estado profundo", como lo presenta Mike Lofgren, por ser demasiado simple, ya que este término "atribuye demasiado concretamente las causas a las categorías personales," lo que llevó a la mistificación de los mecanismos reales y más sutiles del control social interior. 

### Recepción
Ciencia
Las contribuciones de Mausfeld a temas críticos para los medios y el capitalismo son, según el investigador norteamericano y teórico de las conspiraciones Michael Butter, "características fuertemente populistas y, a veces también de teoría de conspiración". Desde su campo de experiencia, Mausfeld carecía, escribe Butter, de la competencia para comentar sobre temas políticos, pero se le percibía como una autoridad debido a su título de profesor.
Prensa
En su reseña en Deutschlandfunk Kultur, Bodo Morshäuser llama a la publicación de Mausfeld ¿Por qué callan los corderos? una "declaración lastimosa".  El libro, que Mausfeld afirma haber escrito como una "advertencia detallada", ilustra cómo una "industria de adoctrinamiento financiada con fondos privados" está liderando una guerra psicológica contra la gente. Medios, fundaciones, grupos de expertos y grupos de presión manipulan la mente humana en su punto más débil: el subconsciente, utilizando técnicas de poder suave.  El objetivo de la post democracia neo-liberal es asegurar y legalizar el gobierno de los ricos sobre los pobres atomizados, fragmentados y monitoreados y, en el proceso de redistribución, transmitir la conciencia de que los ricos eran sólo preocupados por el bienestar del pueblo.  Esto se debió en parte a las regulaciones del idioma que limitan el rango de opiniones y el "espacio de debate".  En conclusión, Morshäuser se queja de que Mausfeld no trabajó para señalar las alternativas a la democracia representativa o para citar los intentos históricos de reformar los procedimientos democráticos: "Ha escrito un libro de indignación".
En su columna regular en el Neue Zürcher Zeitung, Milosz Matuschek le llama a Mausfeld un iluminado que educa al pueblo y lo coloca en la tradición intelectual de Wilhelm von Humboldt , John Dewey y Noam Chomsky. Mausfeld desarrolla en detalle cómo la relación pictórica entre el pastor y la manada de corderos se articula en la vida cotidiana.  Esta imagen fija funciona como tema central en la teoría política de Platón de David Hume, James Madison , Federico II ., Alexis de Tocqueville, Bertrand Russell y Harold Lasswell. Matuschek advierte que los demócratas están huyendo de la democracia.  Según Matuschek, el sistema debe ser ampliamente renovado. Mausfeld deja claro que para salvar la democracia, todos deben comenzar con ellos mismos.
Daniela Dahn viene a la evaluación que, Mausberg había examinado con mucha astucia que nos ha sucedido "que somos impotentes para ver cómo el gobierno de élite y el neoliberalismo están destruyendo la sociedad y nuestros medios de vida". Karl Marx había ya señalado en "La ideología alemana" que los pensamientos de los gobernantes son siempre los pensamientos predominantes debido a su poder material.  Sin el adoctrinamiento la sociedad no funcionaría. La sociedad siempre dependía de la ilusión de autodeterminación política de los ciudadanos. Mausberg se apoya en pensadores críticos para la democracia como Noam Chomsky y Sheldon Wolin.  Sin embargo, Dahn cree que un poco más de indulgencia sea posible, porque la mera existencia del libro de Mausfeld se debe ver como prueba de que las circunstancias aún no son totalitarias.  La práctica estatal todavía tiene potencial. Incluso Mausfeld mismo ve una esperanza de cambio al superar la apatía política .

## Mecanismos de la manipulación en los medios
- Declara los hechos como si fueran opiniones.
- Fragmenta la representación de los hechos relacionados en su fondo, de tal manera que se pierda su relación significativa o contexto.
- Descontextualiza los hechos separándolos de su contexto natural, de modo que aparezcan casos singulares aislados.
- Recontextualiza los hechos en otro contexto de tal manera que pierdan su sentido original

## Vida privada
Mausfeld vive en Dänisch-Nienhof y está casado con la psicóloga y psicoanalista Gisela Bergmann-Mausfeld.

## Citas
Y de llegar a ser manipuladas, sucumbimos cuasi automáticamente, sin tan siquiera darnos cuenta de que estamos sucumbiendo a las técnicas. Y hasta cuando sabemos cómo funcionan y que áreas mentales nuestros están afectados, estamos indefensos ante sus efectos. Los procesos que activan en nuestro interior son inconscientes y no obedecen a nuestra voluntad. Una vez activados, resulta imposible sustraerse de ellos. En este sentido, se comportan de un modo parecido a los que rigen nuestra percepción. (...) Sólo si reconocemos que nos encontramos en el contexto manipulativo y si evitamos activamente los medios que lo transportan, tendremos la oportunidad de conservar un mínimo de autonomía. (...)
Para Aristóteles, la democracia ya tenía un error de construcción: si el voto de cada persona tiene el mismo peso, ¿cómo se puede evitar que el ejército de los desposeídos expropie a los pocos ricos?. La respuesta de los padres fundadores norteamericanos, como Madison, a esto fue clara: se necesitaba una forma de democracia que permitiera a los dueños del país gobernar de facto, sin que esto lo advirtieran las masas desposeídas: nació así la “democracia representativa” y su núcleo no ha cambiado hasta hoy.

## Obras publicadas (selección)
- ¿Por qué callan los corderos? Cómo la democracia elitista y el neoliberalismo están destruyendo nuestra sociedad y nuestros medios de vida.  (2015) 3.  Edición, Westend, Frankfurt am Main 2018, ISBN 3-86489-225-2 ( texto completo en línea )
- Producción de ideología de los medios de comunicación.  En: Jens Wernicke: ¿Están los medios mintiendo? Propaganda, pack periodismo y la lucha por la opinión pública.  Westend, Fráncfort del Meno 2017, pp. 134-153.
- Torturas sin rastros. Archivado el 20 de septiembre de 2018 en Wayback Machine. La psicología al servicio de la "lucha contra el terrorismo". Archivado el 20 de septiembre de 2018 en Wayback Machine.  Archivado el 20 de septiembre de 2018 en Wayback Machine.  (Texto completo).  En: Science and Peace Issue 1 ( Intellectuals and War ), 2010, pp. 16-19.
- La tortura blanca. La psicología en la guerra contra el terror.  En: Leaves for German and International Politics Volume 54, 2009, pp. 90-100.
- Psicología, tortura blanca y la responsabilidad de los científicos.   En: Psychological Review Vintage 60/2009, pp. 229-240.
- Psicología de la percepción: historia y aproximaciones.   (PDF, 43 kB) En: Joachim Funke, Peter A. Frensch (ed.  ): Manual de Psicología General - Cognición.  Hogrefe, Gotinga 2006, ISBN 3-8017-1846-8 .
- Sobre las condiciones de la posibilidad de aprender.  En: Marie L. Käsermann, Andreas Altorfer (ed.): About Learning. Un intercambio de ideas.  Edición Sol , Berna 2005, ISBN 3-9522759-5-6 , pp. 218-236.
- con Onur Güntürkün : La ciencia en conflicto.  En: Brain &amp; Ghost Issue 7-8, 2005.
- con Dieter Heyer (ed.  ): Percepción del color. La mente y el mundo físico.  Oxford University Press, Oxford 2004, ISBN 0-19-850500-0 .
- con Dieter Heyer (ed.  ): La percepción y el mundo físico: cuestiones psicológicas y filosóficas en la percepción.  Wiley, 2002, ISBN 0-471-49149-7 .
- con Edgar Erdfelder, Thorsten Meiser, George Rudinger (ed.  ): Manual de Métodos Cuantitativos.  Beltz, Weinheim 1996, ISBN 3-621-27280-1 .
- con Jum C. Nunnally, Ira H. Bernstein: Teoría psicométrica. tercera Edición, McGraw-Hill, Nueva York 1994, ISBN 0-07-047849-X .
- Características básicas de la escala de Fechner . Principios de la construcción de escalas de discriminación psicofísica . Peter Lang, Berna 1985, ISBN 3-8204-5240-0.